# Gare de La Miouze-Rochefort
La gare de La Miouze-Rochefort est une halte ferroviaire française de la ligne d'Eygurande - Merlines à Clermont-Ferrand, située au lieu-dit la Miouze, sur le territoire de la commune de Gelles, à proximité de Rochefort-Montagne, dans le département du Puy-de-Dôme, en région Auvergne-Rhône-Alpes.
C'est une halte de la Société nationale des chemins de fer français (SNCF), desservie par des trains TER Auvergne-Rhône-Alpes.

## Situation ferroviaire
Établie à 694 mètres d'altitude, la gare de La Miouze-Rochefort est située au point kilométrique (PK) 461,820 de la ligne d'Eygurande - Merlines à Clermont-Ferrand, entre les gares ouvertes de Laqueuille (la gare de Bourgeade s'intercalait entre La Miouze-Rochefort et Laqueuille) et de Pontgibaud (la gare des Rosiers-sur-Sioule s'intercalait entre La Miouze-Rochefort et Pontgibaud).

## Service des voyageurs

### Accueil
Arrêt Routier, c'était un point d'arrêt non géré (PANG) à entrée libre. Elle était équipée d'automates pour l'achat de titres de transport TER.

### Desserte
Elle était desservie par les trains TER Auvergne-Rhône-Alpes (lignes de Clermont-Ferrand au Mont-Dore).

### Intermodalité
La gare est située cinq kilomètres à l'est du bourg de Gelles et neuf kilomètres au nord de celui de Rochefort-Montagne. Un abri à vélos et un parking pour les véhicules y sont aménagés. En complément du service ferroviaire, un service de cars TER Auvergne-Rhône-Alpes dessert la gare, ligne Le Mont-Dore - Clermont-Ferrand.

## Cinéma
Dans une scène du film La Belle Verte de Coline Serreau, Philippine Leroy-Beaulieu prend un repas inspirant et poétique à la table d'un buffet installé sur le quai désert de la gare de La Miouze-Rochefort.

## Galerie de photographies

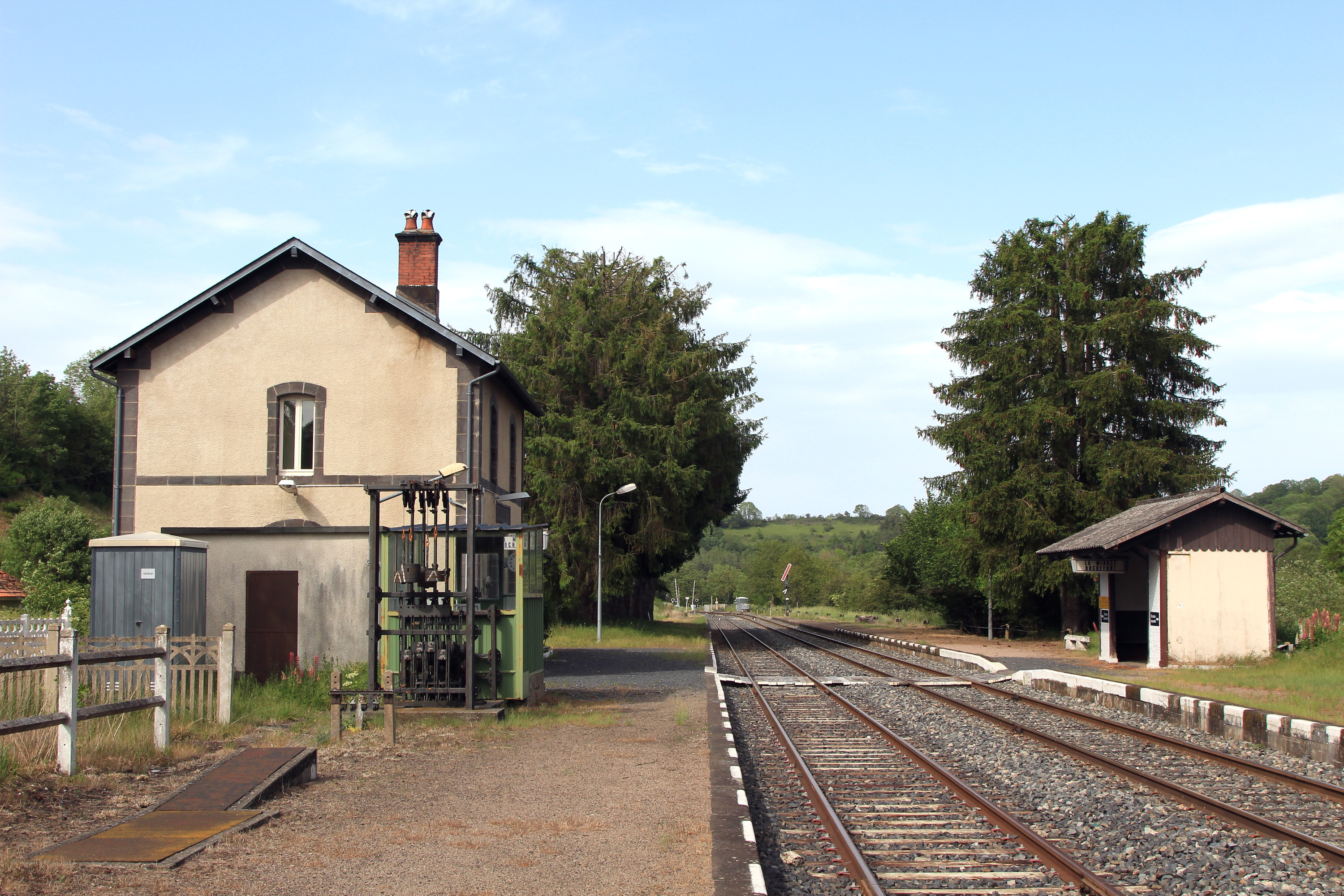
Les voies en direction de Clermont-Ferrand.
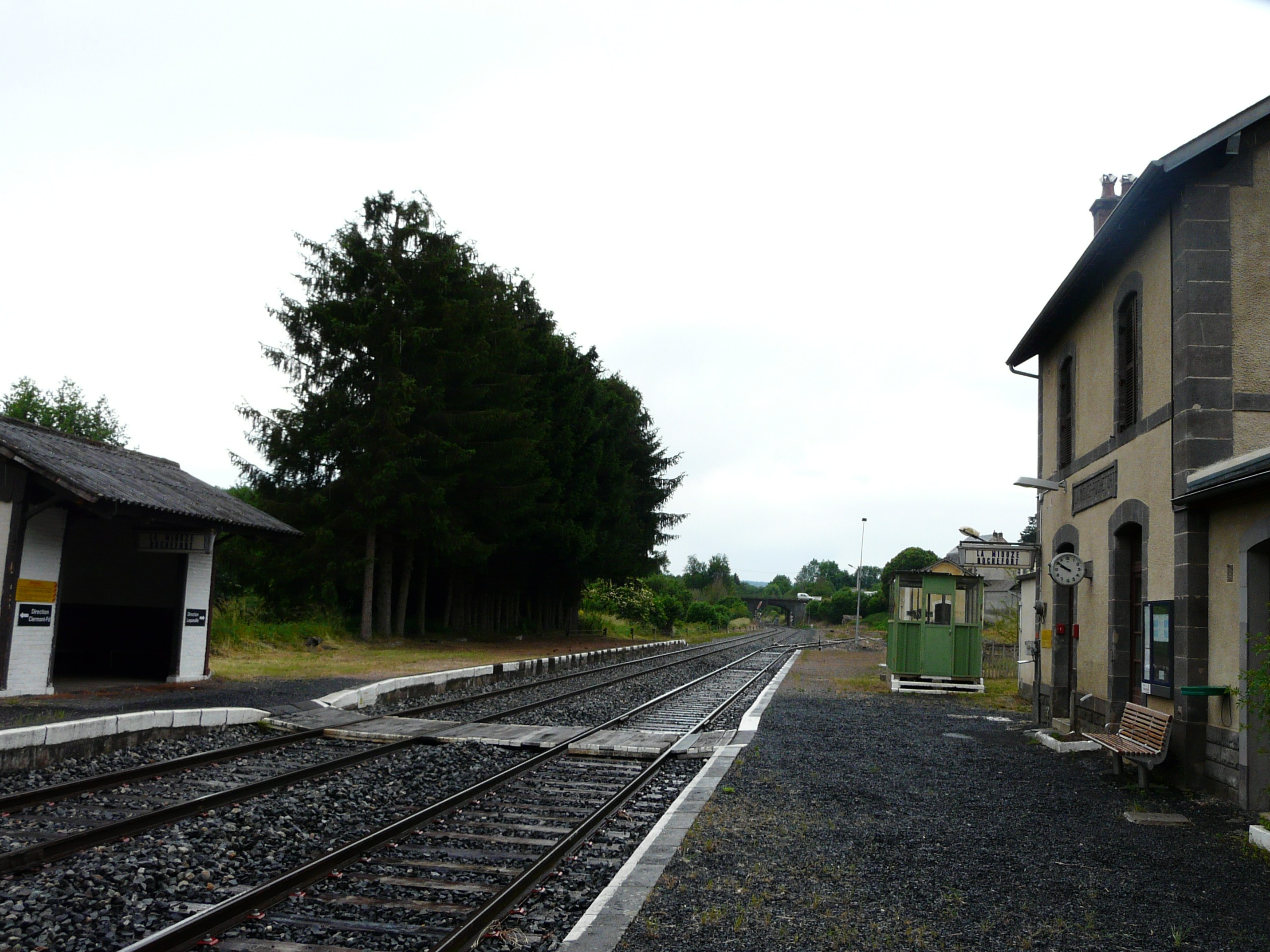
Les voies en direction de Laqueuille.
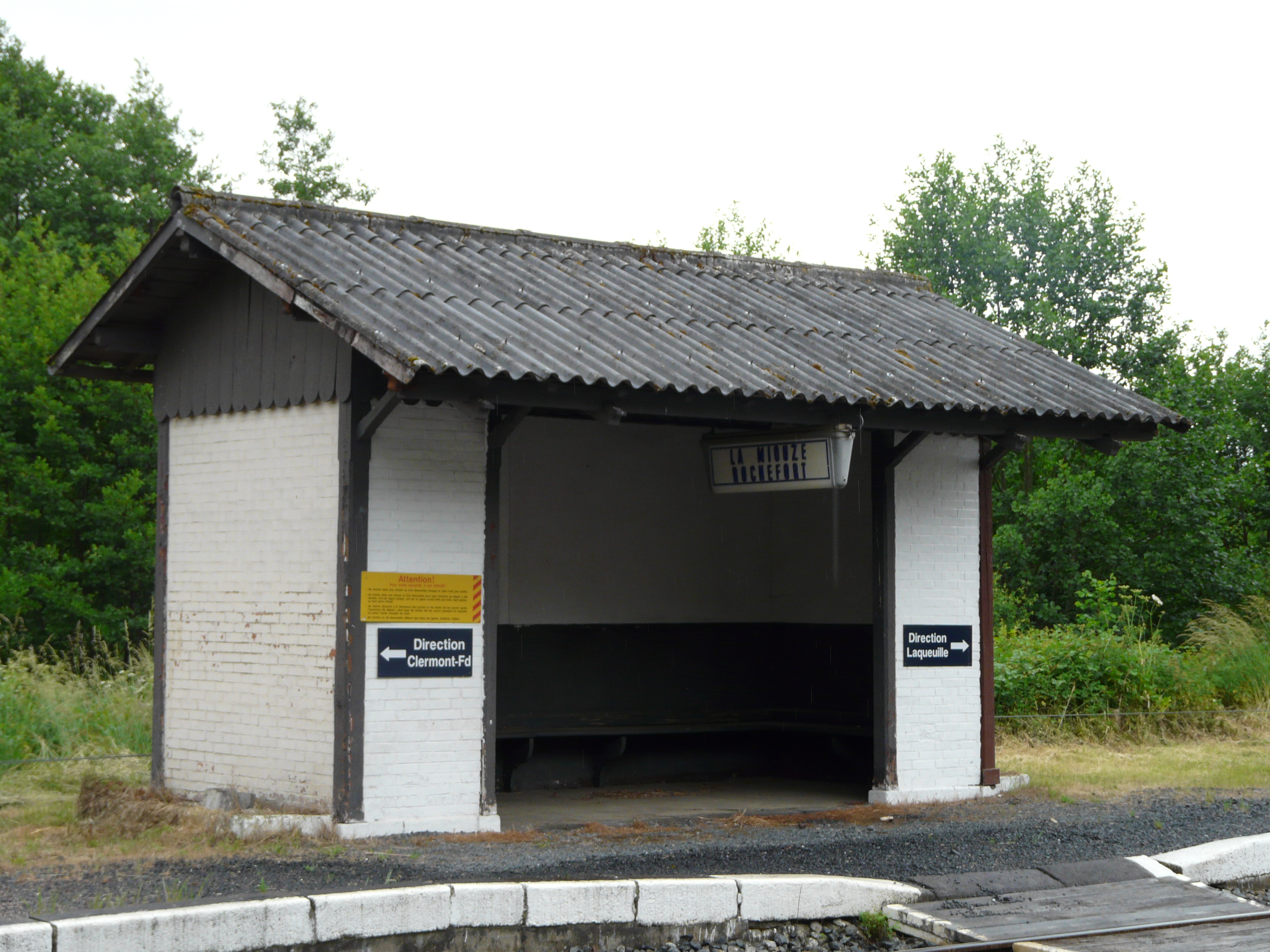
Abri voyageurs.
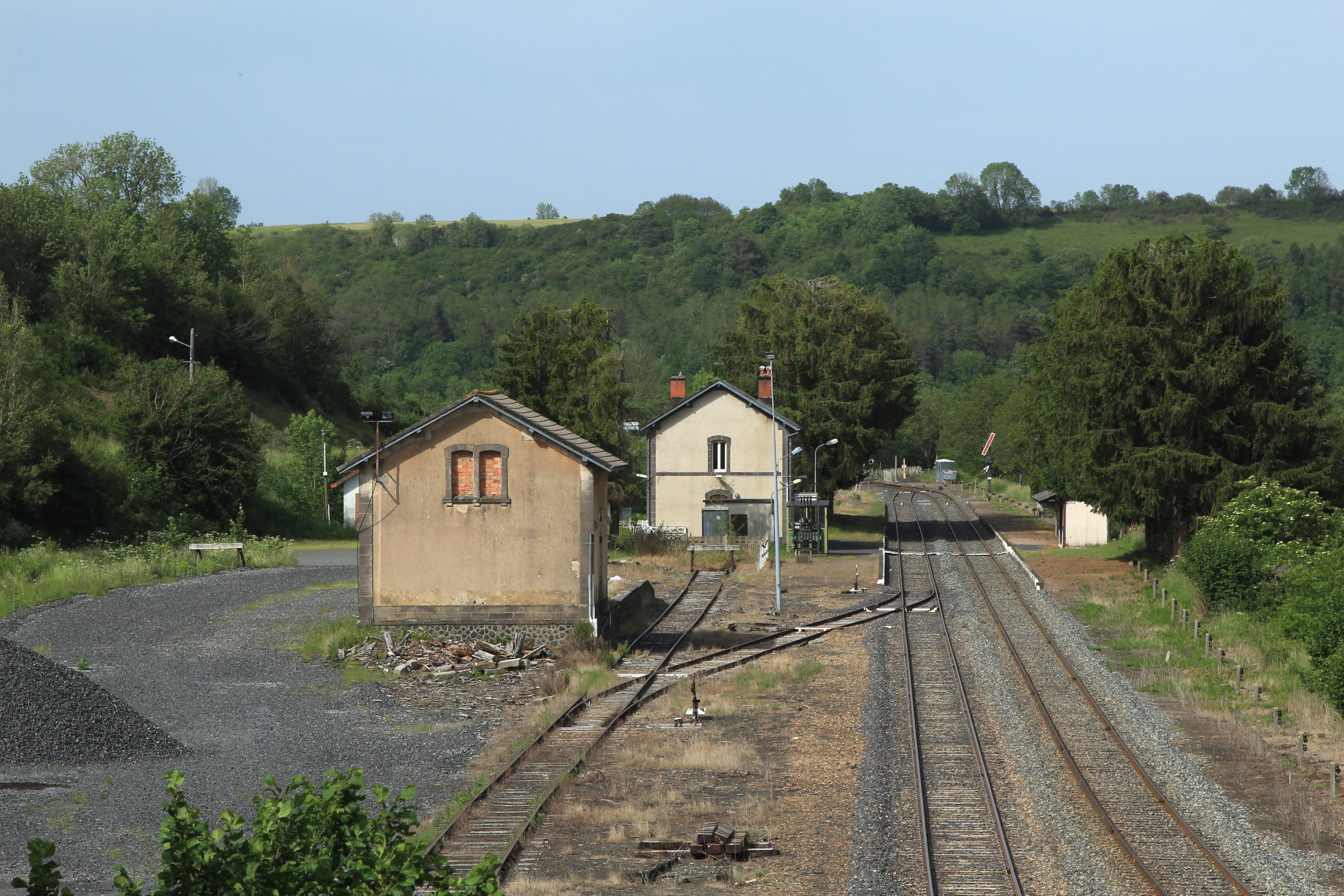
Vue générale de la gare en direction de Clermont-Ferrand.